# Kelhauri
Kelhauri è una suddivisione dell'India, classificata come census town, di 9.502 abitanti, situata nel distretto di Shahdol, nello stato federato del Madhya Pradesh. In base al numero di abitanti la città rientra nella classe V (da 5.000 a 9.999 persone).

## Geografia fisica
La città è situata a 23° 11' 38 N e 81° 38' 13 E.

## Società

### Evoluzione demografica
Al censimento del 2001 la popolazione di Kelhauri assommava a 9.502 persone, delle quali 5.002 maschi e 4.500 femmine. I bambini di età inferiore o uguale ai sei anni assommavano a 1.190, dei quali 638 maschi e 552 femmine. Infine, coloro che erano in grado di saper almeno leggere e scrivere erano 6.613, dei quali 3.887 maschi e 2.726 femmine.